# Arbeiders-Boerenpartij van Mexico
De Arbeiders-Boerenpartij van Mexico (Spaans: Partido Obrero-Campesino de México, POCM) was een communistische politieke partij in Mexico.
De POCM werd gesticht in 1950 als fusie van een dissidente groep uit de Mexicaanse Communistische Partij (PCM) en de Verenigde Socialistische Actie (ASU), en werd geleid door Hernán Laborde, Demetrio Vallejo en Valentín Campa, die allen uitgestoten waren uit de Communistische Partij. De POCM richtte zich vooral op de democratisering van de Mexicaanse samenleving. De partij eiste dat de oppermachtige Institutioneel Revolutionaire Partij (PRI) het organiseren van de verkiezingen overliet aan een commissie bestaande uit alle partijen om zo de oppositie een eerlijke kans te geven, pleitte voor de invoering van het vrouwenkiesrecht en stelde voor artikel 145 uit het wetboek van strafrecht, betreffende het vaag gedefinieerde 'sociale dissolutie' dat in de praktijk gebruikt werd om de oppositie het zwijgen op te legen, te schrappen.
In 1952 steunde de POCM de presidentscampagne van Vicente Lombardo Toledano van de Socialistische Volkspartij (PPS), en stelde samenwerking tussen de POCM, PPS en PCM voor om zo meer kans te maken tijdens verkiezingen. Na een grote spoorwegstaking in 1959 werden Vallejo en Campa wegens sociale dissolutie tot negen jaar gevangenisstraf veroordeeld. Na hun vrijlating werd overeengekomen de POCM en PCM weer samen te voegen.
PAN · PRI · PVEM · PT · MC · Morena